# Wysokie (Basse-Silésie)
Pour les articles homonymes, voir Wysokie.
Wysokie est une localité polonaise de la gmina de Rudna, située dans le powiat de Lubin en voïvodie de Basse-Silésie.